# Mares (Santander)
Pour les articles homonymes, voir Mares.
Mares est une province dans le département de Santander en Colombie. Son chef-lieu est le port de Barrancabermeja. La province porte le nom de Roberto de Mares. 